# Rajon
Il rajon o raion (in russo райо́н? ; in ucraino райо́н?; in bielorusso раён?, raën; in azero rayon; in lettone rajons; in romeno raion; in georgiano რაიონი?, raioni; in kazako аудан?, aýdan) è una suddivisione amministrativa di secondo livello, caratteristica di alcuni Paesi appartenenti dell'ex Unione Sovietica. Il termine può essere tradotto approssimativamente con "provincia" o "distretto".

## Caratteri generali
Il termine fu introdotto nella riforma amministrativa sovietica del 1923-1929 che trasformò molti volosti e uezdy dell'Impero russo in rajon. Un rajon è tipicamente un'entità amministrativa di secondo livello: è subordinato, ad esempio, alle regioni della Bielorussia, alle regioni dell'Ucraina o alle regioni della Russia. Sempre in Russia, d'altra parte, un rajon può rappresentare una suddivisione sottordinata a un kraj, a una repubblica, a un circondario autonomo o a una Città federale, mentre, in Ucraina, a una megalopoli (Kiev e Sebastopoli) o alla Repubblica autonoma di Crimea. In Azerbaigian costituisce invece una suddivisione di primo livello.
Storicamente, un rajon costituisce la ripartizione di una piccola Repubblica Sovietica, oblast', kraj o alla megalopoli di una grande Repubblica Sovietica dell'ex-Unione Sovietica Di solito i rajony (in russo районы?) hanno un minimo di autonomia nella forma di un rajsoviet (consiglio di raion) eletto dal popolo e il locale presidente del raion talvolta eletto dal popolo, talvolta cooptato.

### Stati ex-URSS
| Stato        | N° distretti                  | Denominazione (al singolare) |
| ------------ | ----------------------------- | ---------------------------- |
| Azerbaigian  | 66 distretti                  | rayon                        |
| Bielorussia  | 118 distretti                 | rajon - раён                 |
| Georgia      | Sostituiti da 67 municipalità | raioni - რაიონი              |
| Kazakistan   | 170 distretti                 | awdany - ауданы              |
| Kirghizistan | 44 distretti                  | rajony - району              |
| Lettonia     | 26 distretti (aboliti)        | apriņķis                     |
| Moldavia     | 32 distretti                  | raionul                      |
| Russia       | distretti                     | rajon - район                |
| Tagikistan   | 58 distretti                  | nohiya - ноҳия               |
| Turkmenistan | 59 distretti                  | etrap                        |
| Ucraina      | 136 distretti                 | rajon - район                |
| Uzbekistan   | 173 distretti                 | tuman                        |

## Russia

### Rajon amministrativi
Dopo la caduta dell'Unione Sovietica la suddivisione in rajon è rimasta in gran parte immutata. Il rajon può essere una divisione amministrativa di una delle repubbliche autonome o di una grande città. In alcuni stati federali, tuttavia, la terminologia è cambiata per riflettere le specificità nazionali:
- in Sacha-Jakuzia si chiama ulus (улус)
- nella repubblica federale di Tuva si chiama kožuun (кожуун)
- in Repubblica di Carelia i rajon coesistono con i volost' (волости), del medesimo livello amministrativo

### Rajon municipali
Un rajon municipale o distretto municipale (in russo муниципа́льный райо́н?, municipál'nyj rajón) è una suddivisione che comprende un gruppo di insediamenti urbani e/o rurali, o anche insediamenti inter-territoriali che insistono su una stessa area. I raion municipali sono formati per regola entro i confini di distretti amministrativi esistenti, seppur con alcune eccezioni. Nerjungrinskij, ad esempio, rajon municipale in Sacha-Jakuzia, è collocato attorno alla città di Nerjungri, che non ha né status né è parte di un rajon amministrativo.

### Rajon intraurbani
Un rajon intraurbano o distretto intraurbano (in russo внутригородской район?, vnutrigorodskoj rajon) è una forma di comune intraurbano, una suddivisione interna di alcuni comuni e città federali della Russia.